# Haptocillium sinense
Haptocillium sinense är en svampart som först beskrevs av K.Q. Zhang, L. Cao & Z.Q. Liang, och fick sitt nu gällande namn av Zare & W. Gams 2001. Haptocillium sinense ingår i släktet Haptocillium och familjen Ophiocordycipitaceae.   Inga underarter finns listade i Catalogue of Life.